# Автошлях Т 2213
Автошлях Т 2213 — автомобільний шлях територіального значення в Херсонській області. Проходить територією Скадовського району від Скадовська до перетину з М17. Загальна довжина — 31,5 км.